# ایرنریوس
ایرنریوس  (حدود ۱۰۵۰ - پس از ۱۱۲۵)، که گاه به عنوان "فانوس قانون" (Lucerna Juris) شناخته می‌شود، یک حقوقدان برجسته ایتالیایی بود. او به عنوان بنیان‌گذار مدرسه گلوساتورها شناخته می‌شود و نقش مهمی در شکل‌گیری و توسعه سنت حقوق روم قرون وسطی ایفا کرد.
ایرنریوس قوانین رومی که در دوران ژوستینیان یکم تحت عنوان "Corpus Juris Civilis" تدوین شده بود را در میان هنرهای لیبرال در دانشگاه بولونیا، زادگاهش، تدریس کرد. بازیابی و احیای حقوق روم، که ابتدا در دهه ۱۰۷۰ در بولونیا تدریس شد، یکی از رویدادهای مهم در تاریخ فرهنگی اروپا به شمار می‌رود. عبارات بین‌خطی ایرنریوس درباره Corpus Juris Civilis آغازگر شکل‌گیری نظامی از قوانین در اروپا بود که مکتوب، سیستماتیک، جامع و عقلانی بود و بر پایه حقوق روم استوار شد.

## پیشینه آموزش حقوق پیش از ایرنریوس
تدریس حقوق در بولونیا پیش از تأسیس مکتب ایرنریوس، توسط افرادی همچون پپو و دیگران انجام می‌شد. سنت تدریس حقوق همچنین از اواسط قرن نهم میلادی در پاویا توسعه یافته بود.
ایرنریوس روش تشریح قوانین روم را با استفاده از گلاسه‌ها معرفی کرد. این گلاسه‌ها در ابتدا توضیحاتی کوتاه بودند که به صورت بین‌خطی در متن اصلی نوشته می‌شدند. با این حال، به دلیل افزایش حجم این توضیحات، او شروع به نوشتن آن‌ها در حاشیه صفحات کرد. این اقدام ایرنریوس باعث شد که حاشیه‌نویسی (Marginal Glossing) به عنوان یک روش استاندارد در میان دانشجویان و حقوق‌دانان مورد استفاده قرار گیرد.

## زندگی‌نامه
ایرنریوس، متولد حدود سال ۱۰۵۰ میلادی در بولونیا، یکی از پیشگامان حقوق در قرون وسطی بود. او با تأسیس مدرسه حقوقی بولونیا، نقشی اساسی در توسعه حقوق روم ایفا کرد.

### آغاز کار در حقوق
پیش از تأسیس مکتب ایرنریوس، آموزش فقه در بولونیا توسط افرادی همچون پپو انجام می‌شد و سنت فقهی از اواسط قرن نهم میلادی در پاویا توسعه یافته بود. ایرنریوس با ابداع روش استفاده از لغت‌نامه‌های حاشیه‌ای، تحولی در تفسیر قوانین روم ایجاد کرد. این لغت‌نامه‌ها که ابتدا به صورت توضیحات بین‌خطی ارائه می‌شدند، به دلیل محدودیت فضا به حاشیه صفحات منتقل شدند.

### فعالیت‌های سیاسی و دفاع از امپراتور
پس از مرگ پاپ پاسکال دوم، ایرنریوس از حقوق امپراتور هنری پنجم در انتخابات پاپ دفاع کرد و قانونی بودن انتخاب ضد پاپ گریگوری هشتم را تأیید نمود. او پس از سال ۱۱۱۶ میلادی در برخی مناصب تحت امپراتوری فعالیت داشت.

### درگذشت و میراث
ایرنریوس احتمالاً در دوران امپراتور لوتایر دوم، اما قطعاً پیش از سال ۱۱۴۰ میلادی درگذشت. او تا مدت‌ها فراموش شده بود تا اینکه در قرن نوزدهم میلادی توسط مورخان آلمانی دوباره شناخته شد. در جشن هشتصدمین سالگرد دانشگاه بولونیا، او به عنوان یکی از چهره‌های برجسته حقوق معرفی شد.

### نقد تاریخی
آندرس وینروث، یکی از محققان برجسته، بسیاری از اطلاعات موجود درباره زندگی ایرنریوس و اهمیت او در تاریخ حقوق روم را زیر سوال برده است.
بر اساس یک عقیده باستانی (که مورد مناقشه بسیاری قرار گرفته است)، ایرنریوس به عنوان مؤلف مجموعه رمان‌های ژوستینیانوس به نام Authentica شناخته می‌شود که بر اساس عناوین کد تنظیم شده‌اند. آثار دیگری مانند Formularium tabelionum (راهنمای دفاتر اسناد رسمی) و Quaestiones (کتاب تصمیمات قضایی) نیز به او نسبت داده شده‌اند، اما این آثار دیگر موجود نیستند. Summa Codicis که توسط هرمان فیتینگ در ویرایش ۱۸۹۴ به ایرنریوس نسبت داده شد، اکنون به‌طور گسترده‌ای به عنوان اثری متأخر بین سال‌های ۱۱۳۰ و ۱۱۵۹ در نظر گرفته می‌شود، اما همچنان اولین جمع‌بندی شناخته‌شده در کد ژوستینیان باقی می‌ماند.
اثر مهم دیگر، Quaestiones de juris subtilitatibus، به‌طور کلی به ایرنریوس نسبت داده می‌شد تا اینکه هرمان کانتورویچ نسخه‌ای خطی را از موزه بریتانیا منتشر کرد.
سایر آثار حقوقی و لغات منسوب به ایرنریوس فقط به صورت تکه‌تکه موجود است.
1. 1 2 3 4  Harold J. Berman, *Law and Revolution: The Formation of the Western Legal Tradition*, Harvard University Press, 1983, pp. 120-130.
2. 1 2 3  R.W. Southern, Scholastic Humanism and the Unification of Europe, Wiley-Blackwell, 1995, pp. 45-50.
3. ↑  Author Name, Book Title, Publisher, Year, p.>
p. Page Number.
4. ↑  Hermann Fitting, Summa Codicis, Edition 1894, Publisher Name, p. xx.
5. ↑  Author Name, Title of Later Work, Publisher, Year, p. xx.
6. ↑  Author Name, Quaestiones de juris subtilitatibus, Publisher, Year, p. xx.
7. ↑  Hermann Kantorowicz, British Museum Manuscript, Publisher Name, Year, p. xx.
8. ↑  Author Name, Fragmentary Legal Works of Irnerius, Publisher, Year, p. xx.

– English  
– Français  
– Deutsch  
– Italiano  